# Erdin Demir
Erdin Demir (ur. 27 marca 1990 w Malmö) – szwedzki piłkarz pochodzenia tureckiego występujący na pozycji obrońcy. Zawodnik klubu Waasland-Beveren.

## Kariera klubowa
Demir karierę rozpoczynał w 2008 roku w pierwszoligowym zespole Malmö FF. W jego barwach nie rozegrał jednak żadnego spotkania. W 2009 roku przebywał na wypożyczeniu w czwartoligowym IFK Malmö. W tym samym roku został graczem trzecioligowego IF Limhamn Bunkeflo. Jego barwy reprezentował w sezonach 2009 oraz 2010.
W 2011 roku Demir przeszedł do pierwszoligowego Trelleborga. W Allsvenskan zadebiutował 3 kwietnia 2011 roku w przegranym 2:4 pojedynku z Malmö FF. W Trelleborgu spędził sezon 2011, w ciągu którego rozegrał tam 29 spotkań.
W 2012 roku Demir odszedł do norweskiego zespołu SK Brann. W Tippeligaen pierwszy raz wystąpił 25 marca 2012 roku w przegranym 1:3 meczu z Rosenborgiem. W 2015 przeszedł do Waasland-Beveren.

## Kariera reprezentacyjna
W reprezentacji Szwecji Demir zadebiutował 18 stycznia 2012 roku w wygranym 2:0 towarzyskim meczu z Bahrajnem.